# Ugia radigera
Ugia radigera är en fjärilsart som beskrevs av Lucas Friedrich Julius Dominikus von Heyden 1891. Ugia radigera ingår i släktet Ugia och familjen nattflyn. Inga underarter finns listade i Catalogue of Life.